# Верх-Чебулинское городское поселение
Верх-Чебули́нское городско́е поселе́ние — упразднённое муниципальное образование в Чебулинском районе Кемеровской области. Административный центр — посёлок городского типа Верх-Чебула.

## История
Верх-Чебулинское городское поселение образовано 17 декабря 2004 года в соответствии с Законом Кемеровской области № 104-ОЗ.

## Население
| 2009  | 2010  | 2011  | 2012  | 2013  | 2014  | 2015  |
| ----- | ----- | ----- | ----- | ----- | ----- | ----- |
| 5118  | ↗5640 | ↘5630 | ↘5519 | ↘5420 | ↘5330 | ↘5227 |
| 2016  | 2017  | 2018  | 2019  |       |       |       |
| ↘5142 | ↘5073 | ↘5046 | ↘5005 |       |       |       |

## Состав городского поселения
| № | Населённый пункт | Тип населённого пункта      | Население |
| - | ---------------- | --------------------------- | --------- |
| 1 | Верх-Чебула      | пгт, административный центр | ↗5309     |
| 2 | Новоказанка      | деревня                     | 179       |
| 3 | Орлово-Розово    | деревня                     | 149       |
| 4 | Петропавловка    | деревня                     | 39        |
| 5 | Покровка         | деревня                     | 213       |

## Организации
В деревне Орлово-Розово расположена колония-поселение УН 1612/2 